# 720 (število)
720 (sédemsto dvájset) je naravno število, za katero velja 720 = 719 + 1 = 721 - 1
Zelo sestavljeno število
720 = 6!
720 je najmanjše število n, za katero ima enačba φ(x) = n natanko 49 rešitev. Rešitve enačbe so: 779, 793, 803, 905, 925, 1001, 1045, 1085, 1107, 1209, 1221, 1281, 1287, 1395, 1425, 1448, 1485, 1558, 1575, 1586, 1606, 1612, 1628, 1672, 1708, 1736, 1810, 1850, 1900, 2002, 2090, 2170, 2172, 2196, 2214, 2232, 2376, 2418, 2442, 2508, 2562, 2574, 2604, 2700, 2772, 2790, 2850, 2970, 3150.
Harshadovo število v dvojiški, trojiški, ... desetiški.

## Druga področja
Ločljivost HDTV 720p